# 1905 en combiné nordique
| Années du combiné nordique : 1902 - 1903 - 1904 - 1905 - 1906 - 1907 - 1908    |
| Décennies du combiné nordique : 1870 - 1880 - 1890 - 1900 - 1910 - 1920 - 1930 |

Cette page reprend les résultats de combiné nordique de l'année 1905.

## Festival de ski d'Holmenkollen
L'édition 1905 du festival de ski d'Holmenkollen a été remportée par le norvégien Thorvald Hansen devant ses compatriotes Per Bakken et Georg Gulbrandsen (no).

## Championnats nationaux

### Championnat d'Allemagne
Le champion d'Allemagne fut Alfred Walter.

### Championnat de Suisse
C'est en 1905 qu'a lieu, à Glarus, le premier Championnat de Suisse de ski.
Il était fondé sur la combinaison de résultats en ski de fond et en saut à skis. 
Le champion de l'année fut Friedrich Iselin, de Glarus.
Il est donc le premier des champions de Suisse de ski.